# San Calogero
San Calogero ist eine süditalienische Gemeinde (comune) mit 3853 Einwohnern (Stand 31. Dezember 2023) in der Provinz Vibo Valentia in Kalabrien. Die Gemeinde liegt etwa 13,5 Kilometer südwestlich von Vibo Valentia und grenzt unmittelbar an die Metropolitanstadt Reggio Calabria.

## Verkehr
Durch die Gemeinde führt die Strada Statale 18 Tirrena Inferiore. Auch die Bahnstrecke Salerno–Reggio di Calabria durchquert das Gemeindegebiet. Der nächste Bahnhof befindet sich jedoch in Mileto.